# Aerodrom London Siti
Gradski aerodrom u Londonu (енгл. London City Airport) je aerodrom u Londonu. Nalazi se u Londonskoj opštini Njuam, 11 km istočno od Sitija i na nešto manjoj udaljenosti od Keneri Vorfa. Ovo su ravnopravni centri Londonske finansijske industrije, čiji je glavni korisnik aerodrom. Aerodrom je izgradila inženjerska kompanija Moulem (енгл. Mowlem) 1986–87. godine i sada je u vlasništvu konzorcijuma koji obuhvata AIG Financial Products korporaciju i Global Infrastructure Partners (GIP).
Godine 2013, aerodrom je prevezao preko 3,3 miliona putnika, što je povećanje od 12% u odnosu na 2012, a ujedno i njegov rekord. Ovo je peti najprometniji aerodrom u Londonu posle London Heathrow Airport, London Gatwick Airport, London Stansted Airport i London Luton Airport i 15. najprometniji u Ujedinjenom Kraljevstvu.
Samo specijalnim, višemotornim avionima je dozvoljeno da izvode operacije na ovom aerodromu.

## Pogledati
- Lista aerodroma u Ujedinjenom Kraljevstvu
- Aerodromi u Londonu

## Spoljašnje
Медији везани за чланак Aerodrom London Siti на Викимедијиној остави

- Званични веб-сајт
- konsultativni komitet London City Airport
- HACAN East – Residents Campaign Group